# Total Material Requirement
Der Total Material Requirement Index (TMR) ist ein ökonomischer Indikator. Er ist ein Maß für die in einem Wirtschaftssystem verbrauchten Ressourcen und Materialien. Beachtet werden auch indirekt beteiligte Ressourcen, zum Beispiel von Importen.
Im Gegensatz zum Total Material Consumption fließen in das TMR auch verbrauchte Ressourcen und Materialien ein, deren Produkte für den Export bestimmt sind. Der Wert ist daher immer größer als der des TMC.
Mittels des TMR ist eine Unterscheidung zwischen qualitativen und quantitativen Wachstums einer Ökonomie möglich. Das quantitative Wachstum berücksichtigt nur die Änderung des Bruttoinlandsproduktes im Verlauf der Zeit und nicht die Nachhaltigkeit der Entwicklung.
Das qualitative Wachstum kann trotz gestiegenen BIPs negativ sein, sollte der Ressourcenverbrauch gemessen am TMR stärker gestiegen sein.
Es ist umso stärker, je größer die Abnahme des TMR und je größer die Zunahme des BIP.